# Glendon, Alberta
Glendon är en ort i Kanada.   Den ligger i provinsen Alberta, i den centrala delen av landet, 2 700 km väster om huvudstaden Ottawa. Glendon ligger 587 meter över havet och antalet invånare är 486.
Terrängen runt Glendon är platt. Runt Glendon är det glesbefolkat, med 13 invånare per kvadratkilometer.. Glendon är det största samhället i trakten. 
Trakten runt Glendon består till största delen av jordbruksmark.